# Euilly-et-Lombut
Euilly-et-Lombut ist eine französische Gemeinde mit 109 Einwohnern (Stand 1. Januar 2022) im Département Ardennes in der Région Grand Est (vor 2016 Champagne-Ardenne). Die Gemeinde gehört zum Arrondissement Sedan und zum Kanton Carignan. 

## Geografie
Euilly-et-Lombut liegt etwa 35 Kilometer ostsüdöstlich des Stadtzentrums von Sedan in den Argonnen. Umgeben wird Euilly-et-Lombut von den Nachbargemeinden Tétaigne im Norden, Carignan im Osten, Vaux-lès-Mouzon im Südosten und Süden, Mouzon im Süden und Westen sowie Douzy im Nordwesten.

## Bevölkerungsentwicklung
| 1962                       | 1968 | 1975 | 1982 | 1990 | 1999 | 2006 | 2011 | 2019 |
| -------------------------- | ---- | ---- | ---- | ---- | ---- | ---- | ---- | ---- |
| 167                        | 157  | 137  | 129  | 123  | 114  | 109  | 109  | 110  |
| Quellen: Cassini und INSEE |      |      |      |      |      |      |      |      |

## Sehenswürdigkeiten

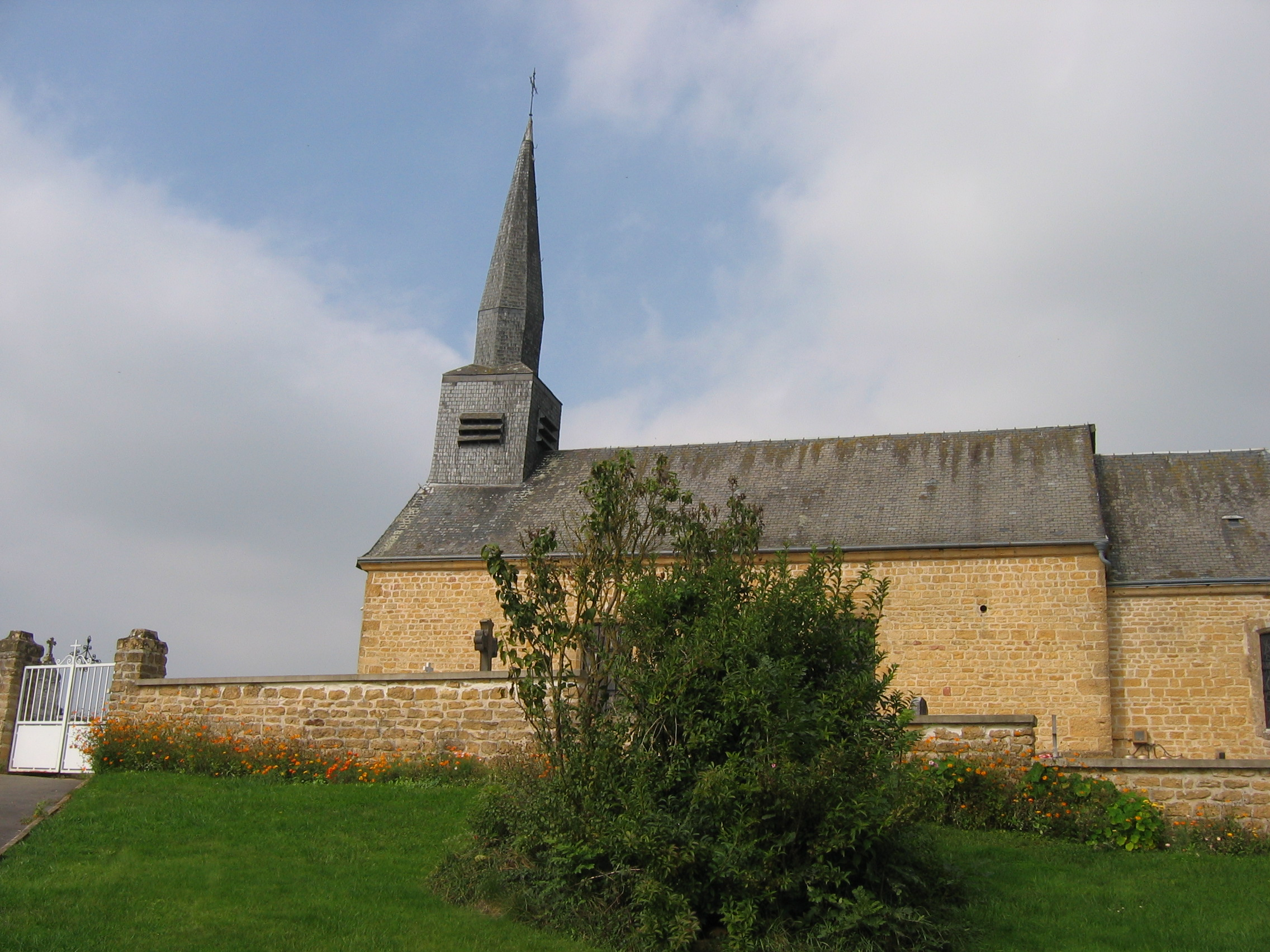
Kirche Saint-Maximin

- Kirche Saint-Maximin

## Persönlichkeiten
- Jean-Baptiste Berton (1769–1822), General des Empire, vermutlich hier geboren (oder in Francheval)